# Playoffs NBA 1982
Los Playoffs de la NBA de 1982 fueron el torneo final de la temporada 1981-82 de la NBA. Concluyó con la victoria de Los Angeles Lakers, campeón de la Conferencia Oeste, sobre Philadelphia 76ers, campeón de la Conferencia Este, por 4-2. 
Los Lakers conseguían su octavo título, tercero en Los Ángeles. Magic Johnson fue nombrado MVP de las Finales, siendo con este su segundo galardón.
Las Finales de este playoffs fueron las segundas en tres años en las cuales se enfrentaban los Lakers y los Sixers, y finalizaron con el mismo resultado, con un sexto partido a favor de los californianos. Los Lakers y los Sixers se volverían a enfrentar una vez más el siguiente año, en el que Philadelphia consiguió vengarse ganando las Finales por cuatro partidos a cero.
La victoria de Washington Bullets por 2-0 ante New Jersey Nets sería la última ronda que conseguirían ganar durante los próximos 23 años, hasta que en los playoffs de 2005 pasasen a la siguiente ronda.

## Tabla
|  | Primera ronda     | Primera ronda | Primera ronda |   |  | Semifinales de Conferencia | Semifinales de Conferencia | Semifinales de Conferencia |  |  | Finales de Conferencia | Finales de Conferencia | Finales de Conferencia |  |  | Finales NBA | Finales NBA  | Finales NBA |
|  |                   |               |               |   |  |                            |                            |                            |  |  |                        |                        |                        |  |  |             |              |             |
|  | E4                | New Jersey    | 0             |   |  | E1                         | Boston*                    | 4                          |  |  |                        |                        |                        |  |  |             |              |             |
|  | E4                | New Jersey    | 0             |   |  | E1                         | Boston*                    | 4                          |  |  |                        |                        |                        |  |  |             |              |             |
|  | E5                | Washington    | 2             |   |  | E5                         | Washington                 | 1                          |  |  |                        |                        |                        |  |  |             |              |             |
|  | E5                | Washington    | 2             |   |  | E5                         | Washington                 | 1                          |  |  |                        |                        |                        |  |  |             |              |             |
|  |                   |               |               |   |  |                            |                            |                            |  |  | E1                     | Boston*                | 3                      |  |  |             |              |             |
|  | Conferencia Este  |               |               |   |  |                            |                            |                            |  |  | E1                     | Boston*                | 3                      |  |  |             |              |             |
|  |                   | E3            | Philadelphia  | 4 |  |                            |                            |                            |  |  |                        |                        |                        |  |  |             |              |             |
|  |                   |               |               |   |  |                            |                            |                            |  |  |                        |                        |                        |  |  |             |              |             |
|  | E3                | Philadelphia  | 2             |   |  | E3                         | Philadelphia               | 4                          |  |  |                        |                        |                        |  |  |             |              |             |
|  | E3                | Philadelphia  | 2             |   |  | E3                         | Philadelphia               | 4                          |  |  |                        |                        |                        |  |  |             |              |             |
|  | E6                | Atlanta       | 0             |   |  | E2                         | Milwaukee*                 | 2                          |  |  |                        |                        |                        |  |  |             |              |             |
|  | E6                | Atlanta       | 0             |   |  | E2                         | Milwaukee*                 | 2                          |  |  |                        |                        |                        |  |  |             |              |             |
|  |                   |               |               |   |  |                            |                            |                            |  |  |                        |                        |                        |  |  | E3          | Philadelphia | 2           |
|  |                   |               |               |   |  |                            |                            |                            |  |  |                        |                        |                        |  |  | E3          | Philadelphia | 2           |
|  |                   | W1            | Los Angeles*  | 4 |  |                            |                            |                            |  |  |                        |                        |                        |  |  |             |              |             |
|  |                   |               |               |   |  |                            |                            |                            |  |  |                        |                        |                        |  |  |             |              |             |
|  | W4                | Denver        | 1             |   |  | W1                         | Los Angeles*               | 4                          |  |  |                        |                        |                        |  |  |             |              |             |
|  | W4                | Denver        | 1             |   |  | W1                         | Los Angeles*               | 4                          |  |  |                        |                        |                        |  |  |             |              |             |
|  | W5                | Phoenix       | 2             |   |  | W5                         | Phoenix                    | 0                          |  |  |                        |                        |                        |  |  |             |              |             |
|  | W5                | Phoenix       | 2             |   |  | W5                         | Phoenix                    | 0                          |  |  |                        |                        |                        |  |  |             |              |             |
|  |                   |               |               |   |  |                            |                            |                            |  |  | W1                     | Los Angeles*           | 4                      |  |  |             |              |             |
|  | Conferencia Oeste |               |               |   |  |                            |                            |                            |  |  | W1                     | Los Angeles*           | 4                      |  |  |             |              |             |
|  |                   | W2            | San Antonio*  | 0 |  |                            |                            |                            |  |  |                        |                        |                        |  |  |             |              |             |
|  |                   |               |               |   |  |                            |                            |                            |  |  |                        |                        |                        |  |  |             |              |             |
|  | W3                | Seattle       | 2             |   |  | W3                         | Seattle                    | 1                          |  |  |                        |                        |                        |  |  |             |              |             |
|  | W3                | Seattle       | 2             |   |  | W3                         | Seattle                    | 1                          |  |  |                        |                        |                        |  |  |             |              |             |
|  | W6                | Houston       | 1             |   |  | W2                         | San Antonio*               | 4                          |  |  |                        |                        |                        |  |  |             |              |             |
|  | W6                | Houston       | 1             |   |  | W2                         | San Antonio*               | 4                          |  |  |                        |                        |                        |  |  |             |              |             |

## Conferencia Este

### Primera Ronda
(3) Philadelphia 76ers vs. (6) Atlanta Hawks

76ers ganó la serie 2-0
- Partido 1 - Philadelphia: Philadelphia 111, Atlanta 76
- Partido 2 - Atlanta: Philadelphia 98, Atlanta 95

(4) New Jersey Nets vs. (5) Washington Bullets

Bullets ganó la serie 2-0
- Partido 1 - New Jersey: Washington 96, New Jersey 83
- Partido 2 - Washington: Washington 103, New Jersey 92

### Semifinales de Conferencia
(1) Boston Celtics vs. (5) Washington Bullets

Celtics ganó la serie 4-1
- Partido 1 - Boston: Boston 109, Washington 91
- Partido 2 - Boston: Washington 103, Boston 102
- Partido 3 - Washington: Boston 92, Washington 83
- Partido 4 - Washington: Boston 103, Washington 99
- Partido 5 - Boston: Boston 131, Washington 126

(2) Milwaukee Bucks vs. (3) Philadelphia 76ers

76ers ganó la serie 4-2
- Partido 1 - Philadelphia: Philadelphia 125, Milwaukee 122
- Partido 2 - Philadelphia: Philadelphia 120, Milwaukee 108
- Partido 3 - Milwaukee: Milwaukee 92, Philadelphia 91
- Partido 4 - Milwaukee: Philadelphia 100, Milwaukee 93
- Partido 5 - Philadelphia: Milwaukee 110, Philadelphia 98
- Partido 6 - Milwaukee: Philadelphia 102, Milwaukee 90

### Finales de Conferencia
(1) Boston Celtics vs. (3) Philadelphia 76ers

76ers ganó la serie 4-3
- Partido 1 - Boston: Boston 121, Philadelphia 81
- Partido 2 - Boston: Philadelphia 121, Boston 113
- Partido 3 - Philadelphia: Philadelphia 99, Boston 97
- Partido 4 - Philadelphia: Philadelphia 119, Boston 94
- Partido 5 - Boston: Boston 114, Philadelphia 85
- Partido 6 - Philadelphia: Boston 88, Philadelphia 75
- Partido 7 - Boston: Philadelphia 120, Boston 106

Los Celtics no fueron capaces de sobreponerse a un 3-1 en contra y fueron derrotados en el séptimo partido en casa.

## Conferencia Oeste

### Primera Ronda
(3) Seattle Supersonics vs. (6) Houston Rockets

Supersonics ganó la serie 2-1
- Partido 1 - Seattle: Seattle 102, Houston 87
- Partido 2 - Houston: Houston 91, Seattle 70
- Partido 3 - Seattle: Seattle 104, Houston 83

(4) Denver Nuggets vs. (5) Phoenix Suns

Suns ganó la serie 2-1
- Partido 1 - Denver: Denver 129, Phoenix 113
- Partido 2 - Phoenix: Phoenix 126, Denver 110
- Partido 3 - Denver: Phoenix 124, Denver 119

### Semifinales de Conferencia
(1) Los Angeles Lakers vs. (5) Phoenix Suns

Lakers ganó la serie 4-0
- Partido 1 - Los Ángeles: Los Angeles 115, Phoenix 96
- Partido 2 - Los Ángeles: Los Angeles 117, Phoenix 98
- Partido 3 - Phoenix: Los Angeles 114, Phoenix 106
- Partido 4 - Phoenix: Los Angeles 112, Phoenix 107

(2) San Antonio Spurs vs. (3) Seattle Supersonics

Spurs ganó la serie 4-1
- Partido 1 - Seattle: San Antonio 95, Seattle 93
- Partido 2 - Seattle: Seattle 114, San Antonio 99
- Partido 3 - San Antonio: San Antonio 99, Seattle 97
- Partido 4 - San Antonio: San Antonio 115, Seattle 113
- Partido 5 - Seattle: San Antonio 109, Seattle 103

### Finales de Conferencia
(1) Los Angeles Lakers vs. (2) San Antonio Spurs

Lakers ganó la serie 4-0
- Partido 1 - Los Ángeles: Los Angeles 128, San Antonio 117
- Partido 2 - Los Ángeles: Los Angeles 110, San Antonio 101
- Partido 3 - San Antonio: Los Angeles 118, San Antonio 108
- Partido 4 - San Antonio: Los Angeles 128, San Antonio 123

## Finales NBA
(W1) Los Angeles Lakers vs. (E3) Philadelphia 76ers

Lakers ganó la serie 4-2
- Partido 1 - Philadelphia: Los Angeles 124, Philadelphia 117
- Partido 2 - Philadelphia: Philadelphia 110, Los Ángeles 94
- Partido 3 - Los Ángeles: Los Angeles 129, Philadelphia 108
- Partido 4 - Los Ángeles: Los Angeles 111, Philadelphia 101
- Partido 5 - Philadelphia: Philadelphia 135, Los Ángeles 102
- Partido 6 - Los Ángeles: Los Angeles 114, Philadelphia 104

A pesar de no poseer la ventaja de campo los Lakers fueron capaces de ganar en el primer partido. Los Lakers ganaron las series en 6 partidos y los Sixers tendrían que esperar 12 meses para tomar su venganza.